# Flughafen Niamtougou

i7
i11
i13
Der Niamtougou Airport (IATA-Code: LRL, ICAO-Code: DXNG) liegt 4 Kilometer nördlich der togoischen Stadt Niamtougou im Ortsteil Baga. Der Flughafen ist der zweitgrößte Togos und neben dem größeren Flughafen Lomé der einzige togoische Flughafen mit einer asphaltierten Start- und Landebahn.

## Errichtung
Mit dem Bau des Flughafens von Niamtougou wurde 1977 begonnen; 1980 war der Flughafen fertiggestellt. Finanziert wurde das Projekt aus den Einkünften der togoischen Phosphatexporte und mit Darlehen aus ausländischer Entwicklungshilfe. Der Flughafen sollte bei der wirtschaftlichen Entwicklung des strukturschwachen nördlichen Togos und der Region Kara helfen, die für den aus dem nahe gelegenen Pya stammenden langjährigen Diktator Togos Gnassingbé Eyadéma ein wichtiges Machtzentrum darstellte. Aus Geldmangel wurde der Flughafen allerdings nie im geplanten Umfang genutzt.

## Nutzung
Im September 1986 diente der Flughafen dem französischen Militär als Stützpunkt für die Opération Épervier im Tschad, heute fungiert er sowohl als Privatflugplatz und für Flüge der Regierungsangehörigen sowie als Stützpunkt der togolesischen Luftwaffe. Fluggesellschaften steuern den Flughafen nicht an. Der Betrieb und die Instandhaltung werden mit staatlichem Zuschuss in Höhe von 150 Millionen CFA-Franc (228.000 Euro) durchgeführt, angesichts des defizitären Staatshaushaltes stößt dies auf Kritik der Opposition.